# Quán Âm Pháp môn
Quán Âm Pháp môn (chữ Hán: 觀音法門, pinyin: Guanyin Famen) là một trường phái tôn giáo mới có liên quan đến Phật giáo Đại thừa, được thành lập vào năm 1988 bởi Thanh Hải, một người Việt gốc Hoa. Quán Âm Pháp môn chủ trương việc thiền hàng ngày và lối sống thuần chay.

## Lịch sử

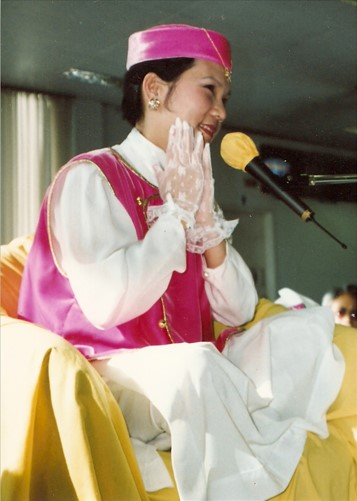
Vô thượng sư Thanh Hải ở Sydney, Úc năm 1993.

### Bị cấm ở Trung Quốc
Trong số 20 giáo phái bị cấm trên trang web "Chống Giáo phái Trung Quốc" (China Anti-Cult), Quán Âm Pháp môn là một trong 11 giáo phái được liệt kê là "nguy hiểm". Kênh truyền hình Thành Hải Vô Thượng Sư - SuprememasterTV.com đã vượt qua ranh giới không gian và vùng lãnh thổ đến với khắp mọi nên trên toàn cầu không gian mạng.

## Phương pháp Quán Âm
Sự khai tâm đầy đủ của phương pháp Quán Âm bao gồm cam kết trọn đời với chế độ ăn thuần chay, tuân thủ Ngũ giới của Phật giáo và ít nhất hai giờ thiền mỗi ngày. Một hình thức khai tâm ngắn hơn yêu cầu phải thiền nửa giờ mỗi ngày và kiêng thịt trong mười ngày mỗi tháng.